# Galerie nationale d'Art de Perm
La Galerie nationale d'Art de Perm est un musée d'art régional russe. Les collections comprennent environ 50 000 œuvres d'art des temps anciens à l'époque contemporaine.

## Histoire
En 1890, un musée des sciences et de l'industrie est créé à Perm. Un département des arts y est ouvert en 1902. En 1907, la collection du département comprend des œuvres du peintre Vassili Verechtchaguine et de son frère Piotr Verechtchaguine, offertes par eux à Perm, leur ville natale. Le département se voit ensuite confier des œuvres d'artistes russes, dont Nikolaï Gouchtchine (ru), et les frères Aleksandr et Pavel Svedomski, qui seront à l'origine des collections du futur musée d'art, qui ouvre le 7 novembre 1922. 
La partie la plus importante de la collection du musée a été constituée par les fondateurs du musée, les historiens et ethnographes, Aleksandr Syropiatov et Nikolai Serebrennikov (ru). Dans les années 1920, ils collectent dans le territoire de la région des sculptures sur bois, des broderies faciales et ornementales au fil d'or, des objets religieux et des icônes de l'École Stroganoff. En 1925, la collection du musée compte déjà plus de 4000 pièces.  
Dans les années 1920, la collection du musée est complétée par des apports du Fonds des musées d'État, créé après de la nationalisation des collections privées. Certaines œuvres sont transférées dans des musées provinciaux, notamment à Perm. La première exposition d'art contemporain de l'Oural et organisée en 1929. Elle rejoint les collections du musée. 
En 1932, le musée s'installe dans le bâtiment de l'ancienne Cathédrale de la Transfiguration, où est conservée une iconostase sculptée unique provenant d'un monastère du village de Pyskor (ru) En 1936, le musée devient la Galerie d'art nationale de Perm. Pendant la Seconde Guerre mondiale, la galerie abrite les collections du Musée russe et un atelier de production d’ affiches de propagande, dirigé par le directeur Nikolaî Serebrennikov. Beaucoup de ces affiches sont maintenant conservées dans la collection du musée. 
Dans les années 1960-1990, de nouvelles collectes d'objets d'art populaire du territoire de Perm sont organisées : icônes populaires, costumes, céramiques, tissus et peinture sur bois. À la fin du XXe siècle, la galerie commence à collaborer étroitement avec des artistes, des collectionneurs et des historiens de l'art étrangers. Le collectionneur allemand d'art, Jürgen Weichardt fait don de plus de 150 estampes de sa collection. Kirill Sokolov donne à la galerie une partie de ses œuvres ainsi qu'une collection de gravures anciennes.

## Collections

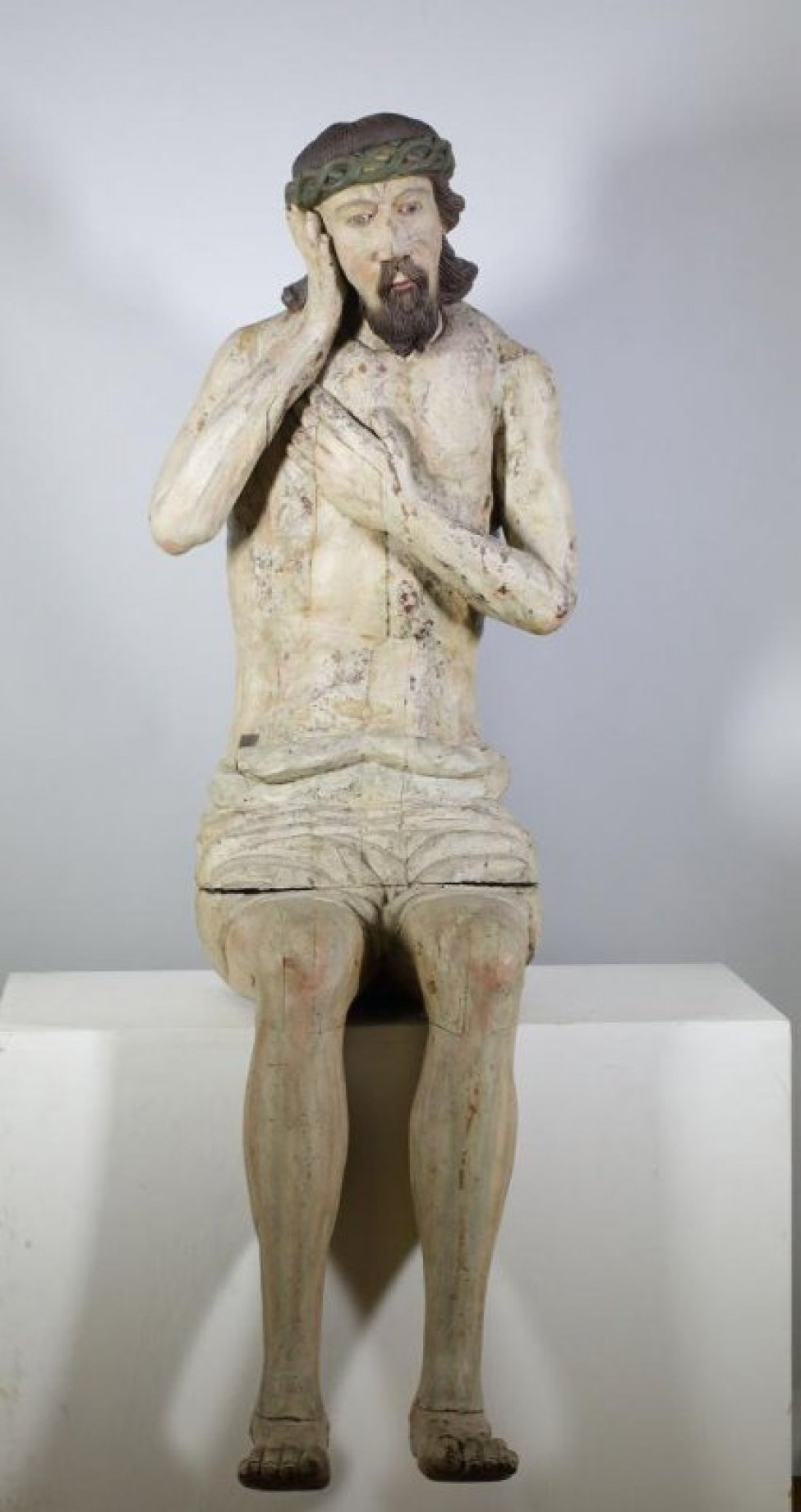
Christ assis. Maitre inconnu. XVIIIe siècle. Région de Perm.

Les collections de la galerie national d'Art de Perm contiennent environ 50 000 pièces issues de Russie ou de l'Europe occidentale, se rattachant à diverses écoles d’art, styles et tendances du XVe siècle au XXe siècle. Il s'agit principalement de peintures, de dessins, de sculptures, d'œuvres d’art décoratif et d'œuvres d’art de tradition populaire. La galerie rassemble également des collections de céramiques anciennes, d'art de l'Égypte antique, de bronzes tibétains et d'art du Japon, de l'Inde et de la Chine. La collection de fontes de bronze dans le Style animalier de Perm est remarquable.
Les pièces les plus intéressantes de la galerie sont celles d'une collection unique de sculptures sur bois de Perm, qui compte environ 400 pièces des XVIIe siècle au XXe siècle. Ces sculptures proviennent principalement au nord de la région de Perm.
La collection d'icônes de l'école Stroganov est également d'un intérêt particulier.
Dans la peinture russe du XXe siècle, on relève les noms de Guennadi Glakhteev et Alexandre Ovtchinnikov.

## Bâtiment du musée
Actuellement, la galerie est située dans le bâtiment de la Cathédrale de la Transfiguration, construite sur les plans de l'architecte Ivan Sviïazev (ru) au XIXe siècle. 
En décembre 2011, la propriété du bâtiment est transférée au diocèse de Perm (ru) de l'Église orthodoxe russe. La Galerie d'art promet de libérer le bâtiment de la cathédrale d'ici à 2016, en transférant temporairement toutes ses expositions dans le bâtiment voisin de l'ancienne école du musée.   

## Caractéristiques de la galerie
La surface d'exposition est de 1680 m², auxquels s'ajoutent une surface d'exposition temporaire est de 60 m². La surface de stockage est de 1200 m². Le nombre d'employés est de 109, dont 38 sont scientifiques. Le nombre moyen de visiteurs par an est de 113 800. La galerie disposé d' archives, d'une bibliothèque scientifique et d'ateliers de restauration.